# Frâncești (okręg Vâlcea)
Frâncești – wieś w Rumunii, w okręgu Vâlcea, w gminie Frâncești. W 2011 roku liczyła 648 mieszkańców.